# Mesophalera philippinica
Mesophalera philippinica är en fjärilsart som beskrevs av Alexander Schintlmeister 1993. Mesophalera philippinica ingår i släktet Mesophalera och familjen tandspinnare. Inga underarter finns listade i Catalogue of Life.